# Liste der Langlaufloipen in Ungarn
Die folgende Liste enthält die Langlaufloipen in Ungarn.
| Langlaufgebiet | Gebirge  | Kilometer | Anzahl Loipen |
| -------------- | -------- | --------- | ------------- |
| Bánkút         | Bükk     | 11,5      | 2             |
| Nagyhideghegy  | Börzsöny | 8         | 1             |